# Condado de Charlotte (Virgínia)
O Condado de Charlotte é um dos 95 condados do estado americano de Virgínia. A sede do condado é Charlotte Court House, e sua maior cidade é Keysville. O condado possui uma área de 1 237 km² (dos quais 6 km² estão cobertos por água), uma população de 12 472 habitantes, e uma densidade populacional de 6 hab/km² (segundo o censo nacional de 2000). O condado foi fundado em 1761.